# Liste des circonscriptions électorales du Warwickshire
Le comté du Warwickshire est divisé en 6 circonscriptions parlementaires : 5 County constituencies et 1 Borough constituency.

## Circonscriptions
- † Conservateur
- ‡ Travailliste
- ¤ Libéral Démocrate

| Circonscription           | Électeur | Majorité | Member of Parliament | Member of Parliament | Opposition | Opposition      | Circonscriptions électorales, | Map |
| ------------------------- | -------- | -------- | -------------------- | -------------------- | ---------- | --------------- | --- | --- |
| Kenilworth and Southam CC | 66,319   | 18,086   |                      | Jeremy Wright†       |            | Bally Singh‡    | Rugby Borough Council: Dunchurch and Knightlow, Leam Valley, Ryton-on-Dunsmore. Stratford on Avon District Council: Burton Dassett, Fenny Compton, Harbury, Kineton, Long Itchington, Southam, Stockton and Napton, Wellsbourne. Warwick District Council: Abbey, Cubbington, Lapworth, Leek Wootton, Park Hill, Radford Semele, St John’s, Stoneleigh.                               |     |
| North Warwickshire CC     | 72,277   | 8,510    |                      | Craig Tracey†        |            | Julie Jackson‡  | North Warwickshire Borough Council: Atherstone Central, Atherstone North, Atherstone South and Mancetter, Baddesley and Grendon, Coleshill North, Coleshill South, Curdworth, Dordon, Fillongley, Hurley and Wood End, Kingsbury, Newton Regis and Warton, Polesworth East, Polesworth West, Water Orton. Nuneaton and Bedworth Borough Council: Bede, Exhall, Heath, Poplar, Slough. |     |
| Nuneaton CC               | 69,201   | 4,739    |                      | Marcus Jones†        |            | Phil Johnson‡   | North Warwickshire Borough Council: Arley and Whitacre, Hartshill. Nuneaton and Bedworth Borough Council: Abbey, Arbury, Attleborough, Bar Pool, Camp Hill, Galley Common, Kingswood, St Nicolas, Weddington, Wem Brook, Whitestone. |     |
| Rugby CC                  | 72,175   | 8,212    |                      | Mark Pawsey†         |            | Claire Edwards‡ | Nuneaton and Bedworth Borough Council: Bulkington. Rugby Borough Council: Admirals, Avon and Swift, Benn, Bilton, Brownsover North, Brownsover South, Caldecott, Earl Craven and Wolston, Eastlands, Fosse, Hillmorton, Lawford and King’s Newnham, New Bilton, Newbold, Overslade, Paddox, Wolvey.                                                                                   |     |
| Stratford-on-Avon CC      | 72,572   | 20,958   |                      | Nadhim Zahawi†       |            | Jeff Kenner‡    | Stratford on Avon District Council: Alcester, Aston Cantlow, Bardon, Bidford and Salford, Brailes, Claverdon, Ettington, Henley, Kinwarton, Long Compton, Quinton, Sambourne, Shipston, Snitterfield, Stratford Alveston, Stratford Avenue and New Town, Stratford Guild and Hathaway, Stratford Mount Pleasant, Studley, Tanworth, Tredington, Vale of the Red Horse, Welford.       |     |
| Warwick and Leamington BC | 74,237   | 1,206    |                      | Matt Western‡        |            | Chris White†    | Warwick District Council: Bishop’s Tachbrook, Brunswick, Budbrooke, Clarendon, Crown, Manor, Milverton, Warwick North, Warwick South, Warwick West, Whitnash, Willes. |     |

## Changements de limites
| Nom | Pre-2010 limites                              |
| --- | --------------------------------------------- |
| 1. North Warwickshire CC 2. Nuneaton CC 3. Rugby and Kenilworth CC 4. Stratford-on-Avon CC 5. Warwick and Leamington CC | Circonscription parlementaire du Warwickshire |

La commissions de démilitation des circonscriptions a recommandé que le comté soit divisé en six circonscriptions. La version révisée et plus compacte fait que les circonscriptions de Warwick et Leamington ont été redésignées en tant que Borough constituency.
Ces changements ont été faits pour les élections générales de 2010.
| Nom révisée | Post-2010 limites |
| --- | ----------------- |
| 1. Kenilworth and Southam CC 2. North Warwickshire CC 3. Nuneaton CC 4. Rugby CC 5. Stratford-on-Avon CC 6. Warwick and Leamington BC | Proposed Revision |

## Résultats

1983
1987
1992
1997
2001
2005
2010
2015
2017

Les résultats des circonscriptions du Warwickshire pour les élections générales de 2017 étaient les suivants :
| Parti              | Votes   | Votes% | Sièges |
| ------------------ | ------- | ------ | ------ |
| Conservateur       | 166,372 | 55.0   | 5      |
| Travailliste       | 107,073 | 35.4   | 1      |
| Libéral Démocrates | 18,881  | 6.2    |        |
| Greens             | 6,332   | 2.1    |        |
| UKIP               | 3,347   | 1.1    |        |
| Autres             | 474     | 0.2    |        |
| Total              | 302,953 | 100.0  | 6      |

## Représentation historique par parti
Pour Tamworth, voir Staffordshire. Une cellule marquée → (avec un arrière-plan de couleur différente de la cellule précédente) indique que le MP précédent a continué de siéger sous un nouveau parti.

### 1885 à 1918
| Circonscription        | 1885            | 1886     | 87         | 89           | 91               | 1892             | 95               | 1895             | 98               | 99               | 1900       | 01         | 04         | 1906          | 09         | 09         | Jan 1910       | Dec 1910       | 11             | 12             | 14             |
| ---------------------- | --------------- | -------- | ---------- | ------------ | ---------------- | ---------------- | ---------------- | ---------------- | ---------------- | ---------------- | ---------- | ---------- | ---------- | ------------- | ---------- | ---------- | -------------- | -------------- | -------------- | -------------- | -------------- |
| Aston Manor            | Gilzean Reid    | Kynoch   | Kynoch     | Kynoch       | Grice-Hutchinson | Grice-Hutchinson | Grice-Hutchinson | Grice-Hutchinson | Grice-Hutchinson | Grice-Hutchinson | Cecil      | Cecil      | Cecil      | Cecil         | Cecil      | Cecil      | Cecil          | Cecil          | Cecil          | Cecil          | Cecil          |
| Birmingham Bordesley   | Broadhurst      | Collings | Collings   | Collings     | Collings         | Collings         | Collings         | Collings         | Collings         | Collings         | Collings   | Collings   | Collings   | Collings      | Collings   | Collings   | Collings       | Collings       | Collings       | →              | →              |
| Birmingham Central     | J. Bright       | →        | →          | J. A. Bright | J. A. Bright     | J. A. Bright     | J. A. Bright     | Parkes           | Parkes           | Parkes           | Parkes     | Parkes     | Parkes     | Parkes        | Parkes     | Parkes     | Parkes         | Parkes         | Parkes         | →              | →              |
| Birmingham East        | Cook            | Matthews | Matthews   | Matthews     | Matthews         | Matthews         | Matthews         | Stone            | Stone            | Stone            | Stone      | Stone      | Stone      | Stone         | Stone      | Stone      | Steel-Maitland | Steel-Maitland | Steel-Maitland | Steel-Maitland | Steel-Maitland |
| Birmingham Edgbaston   | Dixon           | →        | →          | →            | →                | →                | →                | →                | Lowe             | Lowe             | Lowe       | Lowe       | Lowe       | Lowe          | Lowe       | Lowe       | Lowe           | Lowe           | Lowe           | Lowe           | Lowe           |
| Birmingham North       | Kenrick         | →        | →          | →            | →                | →                | →                | →                | →                | Middlemore       | Middlemore | Middlemore | Middlemore | Middlemore    | Middlemore | Middlemore | Middlemore     | Middlemore     | Middlemore     | →              | →              |
| Birmingham South       | Powell-Williams | →        | →          | →            | →                | →                | →                | →                | →                | →                | →          | →          | Howard     | Howard        | Howard     | Howard     | Howard         | Howard         | Amery          | →              | →              |
| Birmingham West        | J. Chamberlain  | →        | →          | →            | →                | →                | →                | →                | →                | →                | →          | →          | →          | →             | →          | →          | →              | →              | →              | →              | A. Chamberlain |
| Stratford upon Avon    | Compton         | Townsend | Townsend   | Townsend     | Townsend         | Freeman-Mitford  | Freeman-Mitford  | Milward          | Milward          | Milward          | Milward    | P. Foster  | P. Foster  | Kincaid-Smith | →          | P. Foster  | P. Foster      | P. Foster      | P. Foster      | P. Foster      | P. Foster      |
| Warwick and Leamington | Peel            | Peel     | Peel       | Peel         | Peel             | Peel             | Lyttelton        | Lyttelton        | Lyttelton        | Lyttelton        | Lyttelton  | Lyttelton  | Lyttelton  | Berridge      | Berridge   | Berridge   | Pollock        | Pollock        | Pollock        | Pollock        | Pollock        |
| Rugby                  | Cobb            | Cobb     | Cobb       | Cobb         | Cobb             | Cobb             | Cobb             | Verney           | Verney           | Verney           | Grant      | Grant      | Grant      | Grant         | Grant      | Grant      | Baird          | Baird          | Baird          | Baird          | Baird          |
| Coventry               | Eaton           | Eaton    | Ballantine | Ballantine   | Ballantine       | Ballantine       | Ballantine       | Murray           | Murray           | Murray           | Murray     | Murray     | Murray     | A. Mason      | A. Mason   | A. Mason   | J. Foster      | D. Mason       | D. Mason       | D. Mason       | D. Mason       |
| Nuneaton               | Johns           | Dugdale  | Dugdale    | Dugdale      | Dugdale          | Newdigate        | Newdigate        | Newdigate        | Newdigate        | Newdigate        | Newdigate  | Newdigate  | Newdigate  | Johnson       | Johnson    | →          | →              | →              | →              | →              | →              |

### 1918 à 1950
| Circonscription                 | 1918            | 19              | 21              | 1922           | 1923           | 1924           | 1929           | 31             | 1931           | 1935           | 36             | 37             | 39             | 40             | 41             | 42             | 43             | 1945      |
| ------------------------------- | --------------- | --------------- | --------------- | -------------- | -------------- | -------------- | -------------- | -------------- | -------------- | -------------- | -------------- | -------------- | -------------- | -------------- | -------------- | -------------- | -------------- | --------- |
| Birmingham Acock's Green        |                 |                 |                 |                |                |                |                |                |                |                |                |                |                |                |                |                |                | Usborne   |
| Coventry West                   |                 |                 |                 |                |                |                |                |                |                |                |                |                |                |                |                |                |                | Edelman   |
| Nuneaton                        | Maddocks        | Maddocks        | Maddocks        | Maddocks       | Willison       | Hope           | Smith          | Smith          | North          | Fletcher       | Fletcher       | Fletcher       | Fletcher       | Fletcher       | Fletcher       | Bowles         | Bowles         | Bowles    |
| Birmingham Duddeston            | Hallas          | →               | →               | Hiley          | Burman         | Burman         | Sawyer         | Sawyer         | Simmonds       | Simmonds       | Simmonds       | Simmonds       | Simmonds       | Simmonds       | Simmonds       | Simmonds       | Simmonds       | Wills     |
| Coventry / Coventry East (1945) | Manville        | Manville        | Manville        | Manville       | Purcell        | Boyd-Carpenter | Noel-Baker     | Noel-Baker     | Strickland     | Strickland     | Strickland     | Strickland     | Strickland     | Strickland     | Strickland     | Strickland     | Strickland     | Crossman  |
| Birmingham Aston                | Cecil           | Cecil           | Cecil           | Cecil          | Cecil          | Cecil          | Strachey       | →              | Hope           | Hope           | Hope           | Hope           | Kellett        | Kellett        | Kellett        | Kellett        | Prior          | Wyatt     |
| Birmingham Deritend             | Dennis          | Dennis          | Dennis          | Crooke         | Crooke         | Crooke         | Longden        | Longden        | Crooke         | Crooke         | Crooke         | Crooke         | Crooke         | Crooke         | Crooke         | Crooke         | Crooke         | Longden   |
| Birmingham Erdington            | Steel-Maitland  | Steel-Maitland  | Steel-Maitland  | Steel-Maitland | Steel-Maitland | Steel-Maitland | Simmons        | Simmons        | Eales          | Eales          | Wright         | Wright         | Wright         | Wright         | Wright         | Wright         | Wright         | Silverman |
| Birmingham King's Norton        | Austin          | Austin          | Austin          | Austin         | Austin         | Dennison       | Thomas         | Thomas         | Thomas         | Cartland       | Cartland       | Cartland       | Cartland       | Cartland       | Peto           | Peto           | Peto           | Blackburn |
| Birmingham Ladywood             | N. Chamberlain  | N. Chamberlain  | N. Chamberlain  | N. Chamberlain | N. Chamberlain | N. Chamberlain | Whiteley       | Whiteley       | Lloyd          | Lloyd          | Lloyd          | Lloyd          | Lloyd          | Lloyd          | Lloyd          | Lloyd          | Lloyd          | Yates     |
| Birmingham Yardley              | Jephcott        | Jephcott        | Jephcott        | Jephcott       | Jephcott       | Jephcott       | Gossling       | Gossling       | Salt           | Salt           | Salt           | Salt           | Salt           | Salt           | Salt           | Salt           | Salt           | Perrins   |
| Birmingham Sparkbrook           | Amery           | Amery           | Amery           | Amery          | Amery          | Amery          | Amery          | Amery          | Amery          | Amery          | Amery          | Amery          | Amery          | Amery          | Amery          | Amery          | Amery          | Shurmer   |
| Birmingham West                 | A. Chamberlain  | A. Chamberlain  | A. Chamberlain  | A. Chamberlain | A. Chamberlain | A. Chamberlain | A. Chamberlain | A. Chamberlain | A. Chamberlain | A. Chamberlain | A. Chamberlain | Higgs          | Higgs          | Higgs          | Higgs          | Higgs          | Higgs          | Simmons   |
| Birmingham Edgbaston            | Lowe            | Lowe            | Lowe            | Lowe           | Lowe           | Lowe           | N. Chamberlain | N. Chamberlain | N. Chamberlain | N. Chamberlain | N. Chamberlain | N. Chamberlain | N. Chamberlain | Bennett        | Bennett        | Bennett        | Bennett        | Bennett   |
| Birmingham Handsworth*          | Meysey-Thompson | Meysey-Thompson | Meysey-Thompson | Locker-Lampson | Locker-Lampson | Locker-Lampson | Locker-Lampson | Locker-Lampson | Locker-Lampson | Locker-Lampson | Locker-Lampson | Locker-Lampson | Locker-Lampson | Locker-Lampson | Locker-Lampson | Locker-Lampson | Locker-Lampson | Roberts   |
| Birmingham Moseley              | Rogers          | Rogers          | Hannon          | Hannon         | Hannon         | Hannon         | Hannon         | Hannon         | Hannon         | Hannon         | Hannon         | Hannon         | Hannon         | Hannon         | Hannon         | Hannon         | Hannon         | Hannon    |
| Rugby                           | Baird           | Baird           | Baird           | Wallace        | A. Brown       | Margesson      | Margesson      | Margesson      | Margesson      | Margesson      | Margesson      | Margesson      | Margesson      | Margesson      | Margesson      | W. Brown       | W. Brown       | W. Brown  |
| Warwick and Leamington          | Pollock         | Pollock         | Pollock         | Pollock        | Eden           | Eden           | Eden           | Eden           | Eden           | Eden           | Eden           | Eden           | Eden           | Eden           | Eden           | Eden           | Eden           | Eden      |
| Solihull                        |                 |                 |                 |                |                |                |                |                |                |                |                |                |                |                |                |                |                | Lindsay   |
| Sutton Coldfield                |                 |                 |                 |                |                |                |                |                |                |                |                |                |                |                |                |                |                | Mellor    |

*Transféré du Staffordshire en 1911

### 1950 à 1983
| Circonscription                     | 1950      | 50        | 1951      | 52        | 53        | 1955      | 57        | 1959         | 61           | 63           | 1964       | 65         | 1966       | 67         | 68         | 69         | 1970       | Fev 1974   | Oct 1974   | 76         | 77         | 1979          | 82            |
| ----------------------------------- | --------- | --------- | --------- | --------- | --------- | --------- | --------- | ------------ | ------------ | ------------ | ---------- | ---------- | ---------- | ---------- | ---------- | ---------- | ---------- | ---------- | ---------- | ---------- | ---------- | ------------- | ------------- |
| Birmingham Aston                    | Wyatt     | Wyatt     | Wyatt     | Wyatt     | Wyatt     | Silverman | Silverman | Silverman    | Silverman    | Silverman    | Silverman  | Silverman  | Silverman  | Silverman  | Silverman  | Silverman  | Silverman  |            |            |            |            |               |               |
| Birmingham Erdington                | Silverman | Silverman | Silverman | Silverman | Silverman |           |           |              |              |              |            |            |            |            |            |            |            | Silverman  | Silverman  | Silverman  | Silverman  | Silverman     | Silverman     |
| Birmingham Ladywood                 | Yates     | Yates     | Yates     | Yates     | Yates     | Yates     | Yates     | Yates        | Yates        | Yates        | Yates      | Yates      | Yates      | Yates      | Yates      | Lawler     | Fisher     | Walden     | Walden     | Walden     | Sever      | Sever         | Sever         |
| Birmingham Small Heath              | Longden   | Longden   | Longden   | Wheeldon  | Wheeldon  | Wheeldon  | Wheeldon  | Wheeldon     | Howell       | Howell       | Howell     | Howell     | Howell     | Howell     | Howell     | Howell     | Howell     | Howell     | Howell     | Howell     | Howell     | Howell        | Howell        |
| Coventry East / Coventry NE (1974)  | Crossman  | Crossman  | Crossman  | Crossman  | Crossman  | Crossman  | Crossman  | Crossman     | Crossman     | Crossman     | Crossman   | Crossman   | Crossman   | Crossman   | Crossman   | Crossman   | Crossman   | Park       | Park       | Park       | Park       | Park          | Park          |
| Coventry North / Coventry NW (1974) | Edelman   | Edelman   | Edelman   | Edelman   | Edelman   | Edelman   | Edelman   | Edelman      | Edelman      | Edelman      | Edelman    | Edelman    | Edelman    | Edelman    | Edelman    | Edelman    | Edelman    | Edelman    | Edelman    | Robinson   | Robinson   | Robinson      | Robinson      |
| Nuneaton                            | Bowles    | Bowles    | Bowles    | Bowles    | Bowles    | Bowles    | Bowles    | Bowles       | Bowles       | Bowles       | Bowles     | Cousins    | Cousins    | Huckfield  | Huckfield  | Huckfield  | Huckfield  | Huckfield  | Huckfield  | Huckfield  | Huckfield  | Huckfield     | Huckfield     |
| Birmingham Northfield               | Blackburn | →         | Chapman   | Chapman   | Chapman   | Chapman   | Chapman   | Chapman      | Chapman      | Chapman      | Chapman    | Chapman    | Chapman    | Chapman    | Chapman    | Chapman    | Carter     | Carter     | Carter     | Carter     | Carter     | Cadbury       | Spellar       |
| Birmingham Stechford                | Jenkins   | Jenkins   | Jenkins   | Jenkins   | Jenkins   | Jenkins   | Jenkins   | Jenkins      | Jenkins      | Jenkins      | Jenkins    | Jenkins    | Jenkins    | Jenkins    | Jenkins    | Jenkins    | Jenkins    | Jenkins    | Jenkins    | Jenkins    | MacKay     | Davis         | Davis         |
| Birmingham Perry Barr               | Poole     | Poole     | Poole     | Poole     | Poole     | Howell    | Howell    | Howell       | Howell       | Howell       | Davies     | Davies     | Price      | Price      | Price      | Price      | Kinsey     | Rooker     | Rooker     | Rooker     | Rooker     | Rooker        | Rooker        |
| Birmingham All Saints               |           |           |           |           |           | Howell    | Howell    | Hollingworth | Hollingworth | Hollingworth | Walden     | Walden     | Walden     | Walden     | Walden     | Walden     | Walden     |            |            |            |            |               |               |
| Birmingham Sparkbrook               | Shurmer   | Shurmer   | Shurmer   | Shurmer   | Shurmer   | Shurmer   | Shurmer   | Seymour      | Seymour      | Seymour      | Hattersley | Hattersley | Hattersley | Hattersley | Hattersley | Hattersley | Hattersley | Hattersley | Hattersley | Hattersley | Hattersley | Hattersley    | Hattersley    |
| Coventry South / Coventry SE (1974) | Burton    | Burton    | Burton    | Burton    | Burton    | Burton    | Burton    | Hocking      | Hocking      | Hocking      | Wilson     | Wilson     | Wilson     | Wilson     | Wilson     | Wilson     | Wilson     | Wilson     | Wilson     | Wilson     | Wilson     | Wilson        | Wilson        |
| Birmingham Yardley                  | Usborne   | Usborne   | Usborne   | Usborne   | Usborne   | Usborne   | Usborne   | Cleaver      | Cleaver      | Cleaver      | Evans      | Evans      | Evans      | Evans      | Evans      | Evans      | Coombs     | Tierney    | Tierney    | Tierney    | Tierney    | Bevan         | Bevan         |
| Coventry South West                 |           |           |           |           |           |           |           |              |              |              |            |            |            |            |            |            |            | Wise       | Wise       | Wise       | Wise       | Butcher       | Butcher       |
| Rugby                               | Johnson   | Johnson   | Johnson   | Johnson   | Johnson   | Johnson   | Johnson   | Wise         | Wise         | Wise         | Wise       | Wise       | Price      | Price      | Price      | Price      | Price      | Price      | Price      | Price      | Price      | Pawsey        | Pawsey        |
| Meriden                             |           |           |           |           |           | Moss      | Moss      | Matthews     | Matthews     | Matthews     | Rowland    | Rowland    | Rowland    | Rowland    | Speed      | Speed      | Speed      | Tomlinson  | Tomlinson  | Tomlinson  | Tomlinson  | Mills         | Mills         |
| Birmingham Handsworth               | Roberts   | Boyle     | Boyle     | Boyle     | Boyle     | Boyle     | Boyle     | Boyle        | Boyle        | Boyle        | Boyle      | Boyle      | Boyle      | Boyle      | Boyle      | Boyle      | Chapman    | Lee        | Lee        | Lee        | Lee        | Wright        | Wright        |
| Birmingham Selly Oak                |           |           |           |           |           | Gurden    | Gurden    | Gurden       | Gurden       | Gurden       | Gurden     | Gurden     | Gurden     | Gurden     | Gurden     | Gurden     | Gurden     | Gurden     | Litterick  | Litterick  | Litterick  | Beaumont-Dark | Beaumont-Dark |
| Birmingham Edgbaston                | Bennett   | Bennett   | Bennett   | Bennett   | Pitt      | Pitt      | Pitt      | Pitt         | Pitt         | Pitt         | Pitt       | Pitt       | Knight     | Knight     | Knight     | Knight     | Knight     | Knight     | Knight     | Knight     | Knight     | Knight        | Knight        |
| Birmingham Hall Green               | Jones     | Jones     | Jones     | Jones     | Jones     | Jones     | Jones     | Jones        | Jones        | Jones        | Jones      | Eyre       | Eyre       | Eyre       | Eyre       | Eyre       | Eyre       | Eyre       | Eyre       | Eyre       | Eyre       | Eyre          | Eyre          |
| Solihull                            | Lindsay   | Lindsay   | Lindsay   | Lindsay   | Lindsay   | Lindsay   | Lindsay   | Lindsay      | Lindsay      | Lindsay      | Grieve     | Grieve     | Grieve     | Grieve     | Grieve     | Grieve     | Grieve     | Grieve     | Grieve     | Grieve     | Grieve     | Grieve        | Grieve        |
| Stratford-on-Avon                   | Profumo   | Profumo   | Profumo   | Profumo   | Profumo   | Profumo   | Profumo   | Profumo      | Profumo      | Maude        | Maude      | Maude      | Maude      | Maude      | Maude      | Maude      | Maude      | Maude      | Maude      | Maude      | Maude      | Maude         | Maude         |
| Sutton Coldfield                    | Mellor    | Mellor    | Mellor    | Mellor    | Mellor    | Lloyd     | Lloyd     | Lloyd        | Lloyd        | Lloyd        | Lloyd      | Lloyd      | Lloyd      | Lloyd      | Lloyd      | Lloyd      | Lloyd      | Fowler     | Fowler     | Fowler     | Fowler     | Fowler        | Fowler        |
| Warwick and Leamington              | Eden      | Eden      | Eden      | Eden      | Eden      | Eden      | Hobson    | Hobson       | Hobson       | Hobson       | Hobson     | Hobson     | Hobson     | Hobson     | Smith      | Smith      | Smith      | Smith      | Smith      | Smith      | Smith      | Smith         | Smith         |
| Birmingham King's Norton            | Lloyd     | Lloyd     | Lloyd     | Lloyd     | Lloyd     |           |           |              |              |              |            |            |            |            |            |            |            |            |            |            |            |               |               |

### 1983 à aujourd’hui
| Circonscription                                      | 1983      | 1987      | 1992      | 95        | 1997     | 2001     | 2005     | 2010      | 2015      | 2017      |
| ---------------------------------------------------- | --------- | --------- | --------- | --------- | -------- | -------- | -------- | --------- | --------- | --------- |
| North Warwickshire                                   | Maude     | Maude     | O'Brien   | O'Brien   | O'Brien  | O'Brien  | O'Brien  | Byles     | Tracey    | Tracey    |
| Nuneaton                                             | Stevens   | Stevens   | Olner     | Olner     | Olner    | Olner    | Olner    | Jones     | Jones     | Jones     |
| Warwick and Leamington                               | Smith     | Smith     | Smith     | Smith     | Plaskitt | Plaskitt | Plaskitt | White     | White     | Western   |
| Rugby and Kenilworth / Kenilworth and Southam (2010) | J. Pawsey | J. Pawsey | J. Pawsey | J. Pawsey | King     | King     | Wright   | Wright    | Wright    | Wright    |
| Stratford-on-Avon                                    | Howarth   | Howarth   | Howarth   | →         | Maples   | Maples   | Maples   | Zahawi    | Zahawi    | Zahawi    |
| Rugby                                                |           |           |           |           |          |          |          | M. Pawsey | M. Pawsey | M. Pawsey |